# Mötley Crew (singolo)
Mötley Crew è un singolo del rapper statunitense Post Malone, pubblicato il 9 luglio 2021.

## Video musicale
Il video musicale, diretto da Cole Bennett, è stato reso disponibile sul canale YouTube del rapper 35 minuti dopo la pubblicazione commerciale del singolo. Girato presso l'Auto Club Speedway di Fontana, esso ha visto la partecipazione dei piloti della NASCAR Denny Hamlin e Bubba Wallace, nonché i cameo di Tommy Lee, Saint Jhn, Tyla Yaweh, Tyga, Ty Dolla Sign, Big Sean, French Montana, Pressa, Baby Santana e Dre London.

## Tracce
Testi e musiche di Austin Post, David Doman, Louis Bell, Daniel Kostov, Danny Levin ed Ezemdi Chikwendu.
1. Mötley Crew – 3:04

## Classifiche

### Classifiche settimanali
| Classifica (2021) | Posizione massima |
| ----------------- | ----------------- |
| Australia         | 19                |
| Austria           | 36                |
| Canada            | 9                 |
| Corea del Sud     | 179               |
| Danimarca         | 29                |
| Finlandia         | 18                |
| Francia           | 194               |
| Germania          | 33                |
| Grecia            | 21                |
| Irlanda           | 24                |
| Libano            | 7                 |
| Lituania          | 21                |
| Norvegia          | 21                |
| Nuova Zelanda     | 28                |
| Paesi Bassi       | 73                |
| Portogallo        | 44                |
| Regno Unito       | 31                |
| Repubblica Ceca   | 17                |
| Romania           | 89                |
| Slovacchia        | 10                |
| Stati Uniti       | 13                |
| Svezia            | 37                |
| Svizzera          | 38                |
| Ungheria          | 20                |

### Classifiche di fine anno
| Classifica (2021) | Posizione |
| ----------------- | --------- |
| Canada            | 89        |